# VSS Unity
VSS Unity (Virgin SpaceShip «Unity» — розшифровується, як космічний корабель компанії Virgin Galactic «Єдність») — суборбітальний пілотований ракетоплан (повітряно-космічний літак), запуск із землі якого початково відбувається за допомогою літака-носія White Knight Two. Є другим літальним апаратом класу SpaceShipTwo, що належить американській компанії Virgin Galactic. Реєстраційний номер — N202VG. Головне застосування — космічний туризм.
Назву для літака власник Virgin Galactic Річард Бренсон запропонував обрати британському фізику Стівену Гокінгу. Також фото ока Гокінга використане для створення логотипа, що нанесений на сам літак.
22 травня 2021 року Virgin Galactic здійснила випробувальний суборбітальний запуск, а 11 липня 2021 року відбувся перший повністю екіпажний політ космічного літака SpaceShipTwo Unity зі спеціальним пасажиром на борту: засновником компанії мільярдером Річардом Бренсоном.

## Історія
Виготовлення Unity почалося у 2012 році. Початково його хотіли назвати VSS Voyager. У жовтні 2014 року, коли був зруйнований в аварії перший корабель SpaceShip Two VSS Enterprise, будівництво Unity було структурно завершено на 90 % та у загальному вимірі (із встановленням різноманітних систем та механізмів) — на 65 %. Оприлюднення літака відбулося 19 лютого 2016 року. У жовтні 2017 року Річард Бренсон заявив, що може відправитися у космічну подорож на своєму літаку у межах шести місяців. Бажаючі стати пасажирами цього суборбітального літака можуть придбати квиток за $250 тис. На початок 2013 року таких виявилося 575 душ.

### Тестування
Програма тестування для VSS Unity схожа на проведену програму для VSS Enterprise. Кожен тестовий політ починався із підйому ракетоплана над пустелею Мохаве до необхідної висоти за допомогою літака-носія White Knight Two, що схожий на два літаки, які зачепилися крилами. Суборбітальний літак приєднується знизу між ними. Спочатку випробовувалися польоти без від'єднання від літака-носія, потім — із від'єднанням і ширянням ракетоплану, а ще — із від'єднанням та увімкненням власного двигуна.
| Спосіб тестування                | Дата              | Тривалість/max висота/max швидкість | Пілот/ другий пілот   | Примітки                                                                |
| Увімкн. двигуна                  | 22 лютого 2019    | ? с/89,9 км/М3,04                   | Mackay/Masucci/ Moses | У пасажирській кабіні знаходилася співробітниця компанії                |
| Увімкн. двигуна                  | 13 грудня 2018    | 82,7 км/М2,9                        | Mackay/Masucci        |                                                                         |
| Увімкн. двигуна                  | 26 липня 2018     | ? с/52 км/М2,47                     | Mackay/Masucci        |                                                                         |
| Увімкнення двигуна               | 29 квітня 2018    | 31 с/35 км/М1,9                     | Stucky/Mackay         |                                                                         |
| Увімкнення власного двигуна      | 5 квітня 2018     | ?/25'686 м/М1,87                    | Stucky/Mackay         | Перше увімкнення двигуна в польоті                                      |
| Ширяння                          | 11 січня 2018     | ?/?/М0,9                            | Stucky/Masucci        | [ 9 ] [ 10 ] [ 11 ]                                                     |
| Ширяння                          | 4 серпня 2017     |                                     | Mackay/Sturckow       | Перший політ із встановленими на борту основними рушійними компонентами |
| Ширяння                          | 1 червня 2017     |                                     | Mackay/Sturckow       | Перший політ у холодному потоці                                         |
| Ширяння                          | 1 травня 2017     |                                     | Stucky/Masucci        | Тестування системи «опірення» під час входження в атмосферу             |
| Ширяння                          | 24 лютого 2017    |                                     | Sturckow/Mackay       | [ 16 ]                                                                  |
| Ширяння                          | 22 грудня 2016    |                                     | Stucky/Mackay         |                                                                         |
| Ширяння                          | 3 грудня 2016     | 10 хв./16'800 м/М0,6                | Stucky/Mackay         |                                                                         |
| Без від'єднання від літака-носія | 30 листопада 2016 |                                     |                       | Перевірка незначних модифікацій                                         |
| Без від'єднання від літака-носія | 3 листопада 2016  |                                     |                       | Від'єднання VSS Unity від носія не здійснювалося через сильні вітри     |
| Без від'єднання від літака-носія | 1 листопада 2016  |                                     |                       | Без від'єднання Unity                                                   |
| Без від'єднання від літака-носія | 8 вересня 2016    | ?/15'240 м/?                        | Stucky/Mackay         |                                                                         |

### Польоти
22 травня 2021 року Virgin Galactic здійснила випробувальний суборбітальний космічний політ корабля космічного корабля VSS Unity. Було досягнуто висоти 89 км.
11 липня 2021 року ракетоплан VSS Unity здійснив суборбітальний космічний політ з пасажирами на борту. Основним пасажиром був сам Річард Бренсон.